# Luo Meizhen
Luo Meizhen (chinês: 羅美珍, pinyin: Luó Měizhēn): 9 de julho de 1885? – 4 de junho de 2013) foi uma mulher chinesa que clamava ser a pessoa mais velha de todos os tempos. Sua reivindicação foi apoiada por um relatório da Sociedade Gerontológica da China (GSC), mas não ganhou aceitação generalizada devido à falta de registros de nascimentos confiáveis em Quancim no momento do nascimento.

## Biografia
Os documentos de identidade oficiais de Luo Meizhen alegaram que ela nasceu em Quancim em 9 de julho de 1885. No entanto, esses documentos foram publicados mais tarde na vida. Sua data de nascimento não pode ser verificada autoritariamente, pois os registros de nascimento não foram mantidos na região até 1949.
Ela era do grupo étnico Yao e morava no condado de Bama. Bama é conhecida pelos mitos de longevidade de seus moradores, registrando 31,7 supercentenários por 100 mil pessoas em seu recenseamento de 2011. Luo era analfabeta e trabalhou como agricultora e dona de casa ao longo de sua vida.  Ela foi descrita como uma mulher boa, mas teimosa, com um caráter forte.
Luo tinha cinco filhos. Os céticos de sua reivindicação de longevidade apontaram que, se sua data de nascimento fosse conforme reivindicado, ela teria dado à luz seu filho mais novo aos 61 anos.

## Reivindicação de longevidade
Em 2010, a Sociedade Gerontológica da China anunciou que Luo Meizhen aos 125 anos, era a pessoa viva mais velha da China. Isso também fez dela um provável requerente para ser a pessoa viva mais velha do mundo. No entanto, a falta de registros oficiais de nascimento significava que Guinness World Records não  aceitou a alegação de longevidade.

## Morte
Depois de alguns meses de doença, Luo morreu por causas naturais aos 127 anos em 4 de junho de 2013. Ela teve vários bisnetos no momento da morte. 